# Eylül
Eylül ist ein türkischer weiblicher Vorname mit der Bedeutung des Monats „September“.

## Namensträgerinnen
- Eylül Ersöz (* 2001), türkische Schauspielerin
- Eylül Öztürk (* 1986), türkische Schauspielerin
- Eylül Tumbar (* 2002), türkische Schauspielerin